# Regolazione genica
La regolazione genica è il processo che permette ad una cellula di esprimere un determinato gruppo di geni in un contesto e di silenziarne altri. Per esempio, una cellula nervosa di coniglio ha lo stesso genoma di una cellula muscolare dello stesso coniglio, eppure le due cellule sono diverse, sia a livello funzionale che morfologico. Questo è dovuto al fatto che non tutti i geni sono sempre espressi: la cellula nervosa ne attiverà alcuni silenziandone altri, e lo stesso farà la cellula muscolare con altri geni.
Questo porta a sottolineare che le cellule di uno stesso organismo che fanno parte di tessuti diversi presentano lo stesso genoma (perché hanno origine comune, ad esempio tutte le cellule umane hanno origine dalla divisione per mitosi di un'unica cellula: lo zigote), ma differente proteoma, cioè una differente serie di proteine prodotte a seguito dell'espressione selettiva di un gene o gruppo di geni. Questo è il processo su cui si fonda la differenziazione all'interno di organismi eucarioti pluricellulari. Una cellula tumorale esprime geni all'infuori del contesto in cui è sita, e nel caso di un tumore maligno, spesso perde le caratteristiche istologiche di quel determinato tessuto, quindi capirne i processi della regolazione genica potrebbe aiutare a curare i tumori.

## Regolazione genica nei procarioti
I semplici procarioti unicellulari mettono in atto la regolazione genica per rispondere in maniera rapida ai cambiamenti del loro ambiente (mancanza o abbondanza di specifici nutrienti, ad esempio). La logica di tale regolazione è risparmiare più energia possibile, dunque, preferibilmente, non vengono creati prodotti genici, se non per essere immediatamente messi in opera.
In generale la regolazione procariotica avviene per pochi geni, difatti la maggioranza di questi è espressa costitutivamente. Ogni gene regolato è fornito di suoi specifici meccanismi di induzione o repressione. I procarioti, privi di nucleo, non possono interporre una barriera tra il processo di trascrizione e quello di traduzione, dacché i trascritti di mRNA vengono immediatamente a contatto con i ribosomi citoplasmatici che li traducono in proteine. Ciò significa che la regolazione può avvenire solo prima e durante la fase di trascrizione. Inoltre gli mRNA procariotici non subiscono modificazioni alle estremità (CAP in 5' e poliadenilazione in 3') che rendono più stabile la molecola e presto sono riconosciuti da specifiche proteine che li digeriscono (a ulteriore riprova che la regolazione deve avvenire prima della fine della trascrizione).

### Livelli e meccanismi di regolazione
Quattro sono i livelli di regolazione nei procarioti:
1. Scelta dei promotori da parte della subunità sigma dell'RNA-polimerasi
2. Regolazione trascrizionale di primo livello (presenza o meno di impedimenti a valle del promotore = repressori, regolazione negativa)
3. Regolazione trascrizionale di secondo livello (presenza o meno di attivatori, regolazione positiva)
4. Regolazione co-trascrizionale (attenuazione)

#### Scelta dei promotori da parte della subunità sigma dell'RNA-polimerasi
La subunità sigma ha il compito di riconoscere sequenze di nucleotidi chiamate “consenso” in una regione di DNA compresa circa tra –70 e +30 rispetto all'inizio vero e proprio della trascrizione. Tale regione è detta Promotore. Oltre alla subunità sigma, che riconosce due specifiche sequenze consenso a circa –10 (TATAAT: Pribnow Box; TATAA box) e –35 (TTGACA); per alcuni geni anche le subunità alfa possono interagire con una regione di promotore chiamata elemento UP (Upstream Promoter) ricco di AT presente tra –60 e –40. La velocità e la processività con cui la RNA polimerasi trascriverà il gene successivo al promotore dipende dalla minore o maggiore coincidenza delle sequenze reali con quelle "ottimali" descritte sopra.

#### Regolazione trascrizionale di primo livello
Di seguito o nelle vicinanze del promotore possono essere presenti siti a cui si legano repressori proteici, dunque anche se il promotore permettesse l'attacco della RNA-polimerasi, essa non potrà agire finché il repressore non viene rimosso dalla doppia elica a seguito del legame con molecole specifiche. Tale meccanismo è detto Regolazione negativa.

#### Regolazione trascrizionale di secondo livello
Spesso, il semplice riconoscimento delle sequenze consenso non è sufficiente affinché l'RNA polimerasi trascriva in modo efficiente e veloce il gene. A questo proposito intervengono altre proteine che interagendo con siti del DNA aumentano l'affinità della regione per la RNA-polimerasi. Il tutto risulta in una regolazione positiva della Trascrizione.

#### Regolazione co-trascrizionale
Mentre la trascrizione è già in atto, può crearsi o meno un complesso di terminazione che stacca precocemente la RNA-polimerasi, producendo un RNA non funzionale. Tale meccanismo "attenua" l'efficacia della trascrizione.